# La Punilla (Argentina)
La Punilla es una localidad del Departamento General Pedernera en la provincia de San Luis, Argentina.

## Población
Contó con 192 habitantes (Indec, 2010), lo que representó un incremento del 15% frente a los 167 habitantes (Indec, 2001) del censo anterior.
Según el censo 2022 la población total de la comisión municipal fue de 360 personas. En tanto, el número de viviendas registradas fue de 170.
| Gráfica de evolución demográfica de La Punilla entre 1991 y 2022 |
|                                                                  |
| Fuente: Censos nacionales del INDEC                              |

## Historia

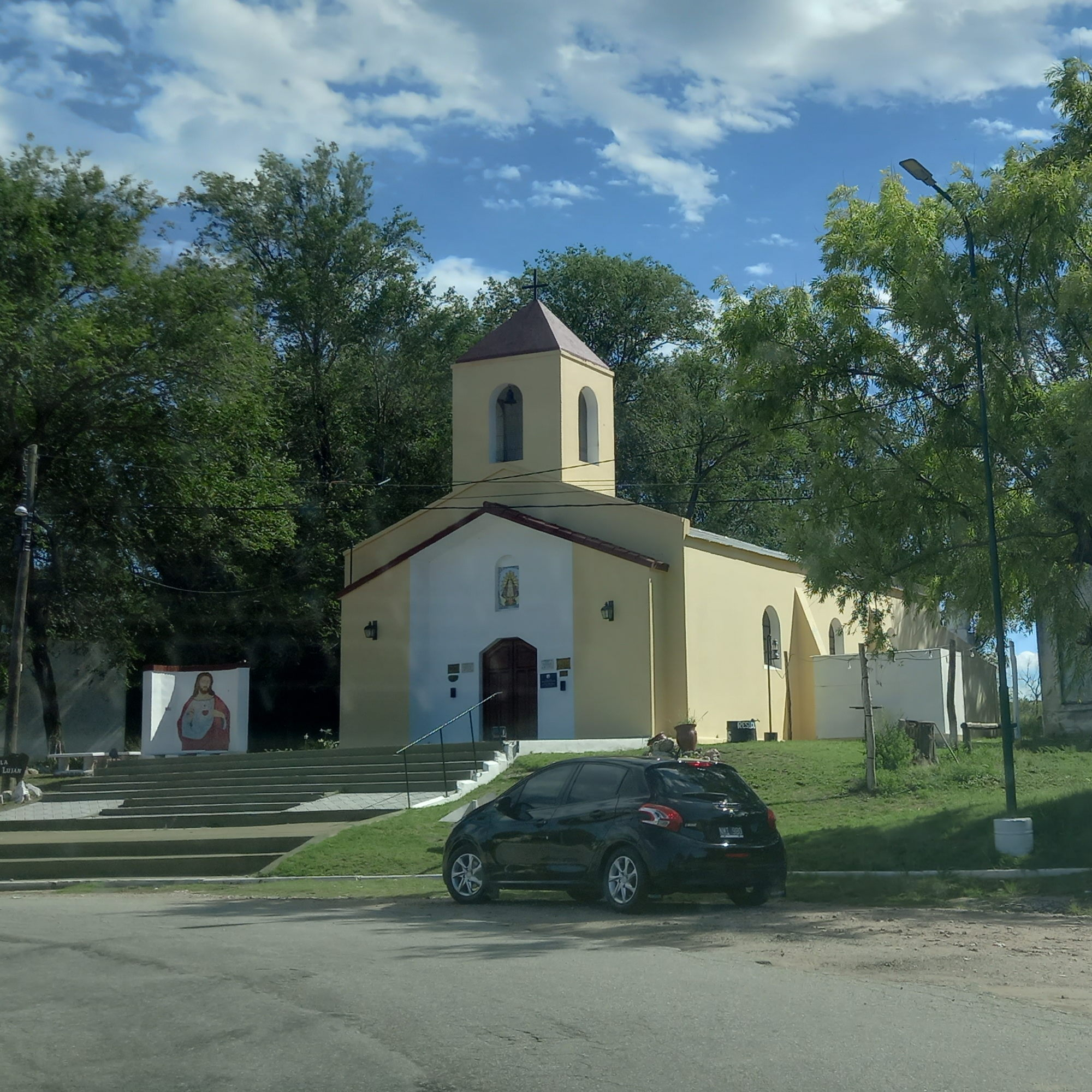
Capilla Nuestra Señora de Luján

El 18 de mayo de 1851, La Punilla fue destruida por una enorme invasión de malones, conduciendo grandes arreos de ganado. El gobernador Pablo Lucero, acompañado de su secretario Carlos Juan Rodríguez, se encargó personalmente de la situación y delegó el mando en su ministro Pedro Herrera. 
Lucero desplegó las fuerzas puntanas de los dragones, al mando del coronel Domingo Meriles les salió al encuentro, pero sin poderles dar alcance. La persecución siguió hasta El Tala, Provincia de Córdoba y los malones pasaron cerca de Achiras sin ser mayormente molestados por las fuerzas aliadas de puntanos y cordobeses. Meriles atribuyó este fracaso a la caballada cansada que dejó a pie a más de la mitad de las fuerzas. Se limitó a ordenar recogieran la hacienda rezagada y dispersa que no habían podido arrear los invasores.
Los guerreros indígenas, en número de 500, eran guiados por Manuel Baigorria, Güayquenes, Vagüilcheo y otros caciques. Habían asaltado y muerto una corta guarnición que estaba en Chaján y después, penetraron por el Portezuelo, sin ser sentidos por la guarnición del San José del Morro. Por su parte, el comandante de  Renca, Victoriano Lucero, avisó al gobierno que ese departamento había sido totalmente arrasados por los «salvajes», desde las cercanías de Renca a Conlara, habiendo arreado todo el ganado por el camino del Portezuelo.
En los puestos del Manantial de Renca, los vecinos hicieron una tenaz resistencia, obligando a retirarse al malón, pero sin elementos para perseguirlos. Junto con el ganado se llevaron algunos cautivos de Naschel, San Felipe y dos de una familia que iba del Morro a Renca. En vista de esta calamidad, la legislatura dispuso que el Poder Ejecutivo de la provincia decretase la inmediata destitución del jefe de dragones coronel Meriles y su completa separación del servicio militar. A su poca pericia, debemos agregar en su cargo, los crímenes que cometió en Achiras, fusilando a Agustín Domínguez, Florencio Quiroga y a otros pacíficos vecinos por ser unitarios. En su reemplazo se nombró jefe de dragones al comandante Cecilio Ortiz.
En 1871 el gobierno del Juan Agustín Ortiz Estrada elevó una solicitud a la legislatura, autorizando para que en la margen oeste del arroyo La Punilla, se expropiaran 537 cuadras, destinadas a fundar un nuevo centro poblacional. Para correr con la distribución de solares, se nombró en la Punilla a los vecinos Eusebio Suárez, Elías Quiroga y Gabriel Domínguez, y al agrimensor Gorgonio Gutiérrez le fue encomendada la tarea de delinear la villa, determinando en el plano los sitios para escuela, templo y cuartel.